# 顿涅茨克人民共和国—南奥塞梯关系
顿涅茨克人民共和国—南奥塞梯关系，是顿涅茨克人民共和国和南奥塞梯建立的外交关系。顿涅茨克自2014年脱离乌克兰宣布独立，并与南奥塞梯互相承认後建交。

## 历史
南奥塞梯和顿涅茨克在苏联由不同的加盟共和国管辖，南奥塞梯在苏联时是格鲁吉亚苏维埃社会主义共和国的自治州，顿涅茨克是乌克兰苏维埃社会主义共和国的顿涅茨克州。
顿涅茨克州在2014年5月宣布脱离乌克兰成立顿涅茨克人民共和国。之後南奥塞梯驻俄罗斯大使 Medoyev 接洽了自称由顿涅茨克人民共和国最高委员会主席杰尼斯·普希林率领的代表团。在会议中，普希林呼吁南奥塞梯总统和议长承认顿涅茨克人民共和国的独立，双方还讨论了乌克兰东南部的情势与和平解决的前景。
6月27日，南奥塞梯安全理事会通过了顿涅茨克人民共和国的这一请求并承认顿涅茨克独立。总统季比洛夫向俄罗斯通讯社表示，「我相信对顿涅茨克人民共和国的承认是正确的一步，南奥塞梯人民支持并对承认顿涅茨克和卢甘斯克的决定感到赞赏。」
2015年5月12日，顿涅茨克人民共和国外交部在一份声明中承认南奥塞梯和阿布哈兹。
2016年6月18日，阿布哈兹总统劳尔·哈金巴表示感谢顿涅茨克人民共和国对阿布哈兹的承认。 然而，他表示，阿布哈兹承认顿涅茨克和卢甘斯克人民共和国是不恰当的，因为这两个国家都与乌克兰政府进行谈判，以便根据明斯克協議 II授予他们更大的自治权，而不是独立。